# هاري روبرتس (نجار)
هاري روبرتس (بالإنجليزية: Harry Roberts)‏ هو نجار بريطاني، ولد في 21 يوليو 1936 في Wanstead ‏ في المملكة المتحدة.